# Nāḩiyat Kassab
Nāḩiyat Kassab (arabiska: ناحية كسب) är ett subdistrikt i Syrien.   Det ligger i provinsen Latakia, i den nordvästra delen av landet, 260 km norr om huvudstaden Damaskus.
Runt Nāḩiyat Kassab är det tätbefolkat, med 493 invånare per kvadratkilometer.